# Geoff Ryman
Geoffrey Charles Ryman (n. 1951) é um escritor canadense de ficção científica, fantasia e surrealismo ou ficção "slipstream".
Muitos dos trabalhos de Ryman são baseados em suas viagens ao Camboja. O primeiro deles é The Unconquered Country (1986), livro que recebeu o World Fantasy Award e  o British Science Fiction Association Award. Seu romance The King's Last Song (2006) foi definido tanto na era Angkor Wat e o após Pol Pot e o Khmer Rouge. Atualmente Ryman realiza palestras sobre Escrita Criativa para o Departamento de Inglês da Universidade de Manchester.

## Biografia
Ryman nasceu no Canadá e se mudou para os Estados Unidos aos 11 anos. Graduou-se em História e Inglês na Universidade da Califórnia. Em 1973, mudou-se para a Inglaterra, onde viveu a maior parte de sua vida.
Além de ser escritor, Ryman formou a equipe de web design do Escritório Central de Informação do governo britânico, em 1994. Ele também liderou as equipes que projetaram os primeiros websites oficiais da monarquia britânica e do Primeiro-ministro do Reino Unido, além de trabalhar no site principal do governo britânico www.gov.uk/.

## Publicações (selecionadas)

### Romances
- The Unconquered Country (1984)
- The Warrior Who Carried Life (1985)
- The Child Garden (1989)
- Was... (1992)
- 253, or Tube Theatre (1996 online, 1998 impresso)
- Lust (2001)
- Air: Or, Have not Have (2005)
- The King's Last Song (2006 Reino Unido, 2008 EUA)

### Coleções
- Unconquered countries: Four novellas (1994)
- Paradise Tales (2011, Small Beer Press)